# Geslachtskenmerk
Geslachtskenmerken zijn de optische verschillen tussen mannelijke en vrouwelijke dieren. Bij mensen worden twee soorten geslachtskenmerken onderscheiden:
- Primaire geslachtskenmerken: aanwezig bij geboorte. Bij de man zijn dit de penis en balzak. Bij de vrouw de clitoris en de schaamlippen.
- Secundaire geslachtskenmerken: deze ontwikkelen zich pas in de puberteit. 
  - Bij vrouwen: borstontwikkeling en beharing in de schaamstreek en onder de oksels. Verder ontstaan vaak bredere heupen en rondere lichaamsvormen.
  - Bij mannen: groei van penis en balzak, beharing in de schaamstreek en elders op het lichaam en het zwaarder worden van de stem, de zogenaamde baard in de keel.